# Entre ciment et belle étoile
Entre ciment et belle étoile è un album discografico del rapper francese Keny Arkana, pubblicato nell'ottobre del 2006 dalla Because Music.

## Tracce
1. Entre les mots : enfants de la terre – 1:08
2. Le missile suit sa lancée – 3:19
3. J'viens d'l'incendie – 4:14
4. J'me barre – 3:29
5. La mère des enfants perdus – 3:31
6. Entre les lignes : clouée au sol – 3:21
7. Eh connard – 4:01
8. La rage – 4:02
9. Le fardeau – 5:30
10. Cueille ta vie – 4:10
11. Nettoyage au Kärcher – 3:44
12. Victoria – 3:37
13. Entre les mots du local au global – 1:52
14. Jeunesse du monde – 5:25
15. Ils ont peur de la liberté – 3:39
16. Je suis la solitaire – 4:46
17. Sans terre d'asile – 4:07
18. Entre les lignes : une goutte de plus – 3:20
19. Prière – 4:18

Durata totale: 71:33